# Jaskinia Tyron
Jaskinie Tyron (fr. Cave de Tyron, arab. Tirun an-Niha) – twierdza pierwotnie leżąca w północno-wschodniej części państwa Fatymidów, następnie jedna z ważniejszych twierdz krzyżowców i stolica wicehrabstwa Schuf, lenna hrabstwa Sydonu. Obecnie na terytorium Libanu.

## Położenie
Forteca znajduje się ok. 16 km na wschód od Sydonu w Górach Szuf na zboczu góry Jebel Niha, na zachód od miasta Litani w dystrykcie Asz-Sczuf. W czasie wypraw krzyżowych miejsce to miało duże znaczenie strategiczne: załoga miała bezpośredni widok na Sydon, a w pogodne dni panorama rozciągała się od dalekiego Bejrutu na północy aż po Tyr na południu.

## Historia
Do 1110 obszar, na którym znajdują się jaskinie należał do Fatymidów. Później jednak został podbity i wcielony do Królestwa Jerozolimskiego przez króla Baldwina I w czasie kampanii przeciwko Sydonowi. W tym czasie wydrążone przez muzułmanów jaskinie, zostały dodatkowo powiększone przez krzyżowców, aby stanowić ważny punkt oporu w razie agresji z okolic Damaszku.
Twierdza mogła wytrzymać długie oblężenie dzięki wydrążonym w skałach silosom na wodę i żywność. System jaskiń obejmował także komorę do uprawy roślin oraz wzniesioną także przez chrześcijan kaplicę.
Początkowo, do 1133, załogę stanowili sprzymierzeni z krzyżowcami druzowie pod przewodnictwem Ibn Dahhak Janda'ego, którzy zamieszkiwali ten obszar. Dopiero od 1140 garnizon składał się z krzyżowców
Mimo swojego położenia i walorów, obronnych Jaskinie Tyron często zmieniały właścicieli przechodząc to w ręce muzułmanów, to w ręce chrześcijan. W okresie 1182–1187 oraz 1240–1257 forteca stanowiła "stolicę" wicehrabstwa Schuf. W 1257 hrabia Sydonu, Julian Grenier ostatecznie odsprzedał umocnienia zakonowi templariuszy. Jednak w 3 lata później, w 1260, najazd Mongołów i zniszczenie Sydonu zmusił rycerzy zakonnych do porzucenia umocnionych jaskiń. Forteca popadła w zapomnienie i nie została obsadzona przez ponad 330 lat. 
Do świetności znów doprowadził twierdzę dopiero pod koniec XVI w. druzyjski emir Fachr ad-Din II, który odbudowując stare umocnienia z czasów krucjat starał się zwiększyć potęgę ziem Libanu i odłączyć je od Imperium osmańskiego. Jednak klęska w bitwie pod Wadi al-Taim w 1634 plany te przekreśliła, a emir został wkrótce pojmany i zgładzony w Stambule. 
W 1936 pozostałości po twierdzy zostały gruntownie przebadane przez archeologów.